# کلی ۲۲۳۱۲
سیارک ۲۲۳۱۲ (به انگلیسی: 22312 Kelly، نامگذاری:1991GW1) بیست و دو هزار و سیصد و دوازدهمین سیارک کشف شده‌است که در ۱۴ آوریل ۱۹۹۱ کشف شد.
قدر مطلق سیارک برابر ۱۴٫۶ است.